# 1513-as busz
Az 1513-as jelzésű autóbuszvonal távolsági autóbuszjárat Szeged és Veszprém között, melyet a MÁV Személyszállítási Zrt. lát el.

## Története
1513-as járatszámmal a Tisza Volán 2012 decemberéig közlekedtetett egy-egy járatot a hetek első tanítási napját megelőző napon Szeged – Cegléd – Salgótarján útvonalon.
2014. június 14-én a Tisza Volán a Szeged – Solt – Enying – Balatonalmádi – Balatonfüred viszonylaton új autóbuszjáratot vezetett be nyári tanítási szünetben péntek, szombat és vasárnap napokon 1513-as járatszámmal.
2022. június 16-ai menetrend módosításokkal Szeged – Kiskunhalas/Kiskunmajsa – Solt – Dunaföldvár/Dunaújváros – Veszprém/Balatonfüredre változott az autóbuszvonal neve és a balatonfüredi járatok Kiskunmajsa, Dunaújváros érintésével közlekedtek.
2024. június 22-ei menetrend változtatásokkal megszűntek a balatonfüredi járatok, amik utoljára 2023. augusztus 27-én közlekedtek. Nyári tanszünetben pénteki, szombati, vasárnapi napokon egy járatpár szállította az utasokat.
Útvonalának hossza 252,8 km, menetideje Balatonfüred felé 4 óra 45 perc, Szeged felé 4 óra 40 perc volt.

## Közlekedése
A járat Szegedet és Veszprémet köti össze Dunaföldvár, Simontornya, Enying és Balatonfűzfő-Fűzfőgyártelep érintésével. Az 1510-es busz is a két város között közlekedik, azonban a Pentele-híd, Dunaújváros és Székesfehérvár érintésével. 
Tanév tartama alatt a hetek utolsó munkanapján, és a hetek első munkanapját megelőző napon egy járatpár illetve a hetek első iskolai előadási napját megelőző napon egy járatpár szállítja az utasokat.
Útvonalának hossza 231,9 km. A hetek utolsó munkanapján, valamint a hetek első munkanapját megelőző napon közlekedő járatok menetideje 4 óra 25 perc, a hetek első iskolai előadási napját megelőző napon közlekedő járat menetideje Veszprém felé 4 óra 45 perc, Szeged felé 4 óra 35 perc.

## Megállóhelyei
| 0  | 0  | Szeged, autóbusz-állomás végállomás      | 13 | 16 | 5, 6, 9, 19 7F, 21, 60, 60Y, 64, 67, 67Y, 70, 71, 71A, 72, 72A, 73, 73Y, 74, 74Y, 75, 76, 76Y, 77, 77A, 77Y, 78, 78A, 79H 1374, 1375, 1441, 1486, 1503, 1504, 1506, 1507, 1510, 1515, 1516, 1517, 1518, 1652 4990, 5000, 5001, 5002, 5003, 5004, 5005, 5007, 5010, 5011, 5012, 5013, 5015, 5016, 5019, 5020, 5021, 5022, 5023, 5024, 5025, 5030, 5031, 5032, 5033, 5034, 5035, 5040, 5041, 5042, 5043, 5044, 5045, 5046, 5047, 5049, 5050, 5054, 5055, 5056, 5058, 5059, 5060, 5061, 5062, 5063, 5064, 5066, 5070, 5071, 5075, 5076, 5109, 5112, 5160, 5188, 5189, 5190, 5329, 5362, 5369 |
| 1  | ∫  | Szeged (Kiskundorozsma), ABC             | ∫  | ∫  | 7F, 67, 67Y 1507, 1510 5047, 5049, 5050, 5054, 5055, 5056, 5058, 5362, 5369 |
| 2  | ∫  | Bordány, autóbusz-váróterem              | ∫  | 15 | 1507, 1510 5032, 5047, 5049, 5050, 5054, 5362, 5369 |
| 3  | ∫  | Üllés, autóbusz-váróterem                | ∫  | ∫  | 1507, 1510 5032, 5047, 5048, 5049, 5050, 5054, 5362, 5369 |
| 4  | ∫  | Zsana, bejárati út                       | ∫  | 14 | 1507, 1510 5054, 5283, 5362, 5369 |
| 5  | ∫  | Kiskunhalas, autóbusz-állomás            | ∫  | 13 | 1, 2, 3, 4, 6, 7 650 1115, 1507, 1510, 1577 5046, 5054, 5056, 5123, 5216, 5221, 5266, 5276, 5278, 5279, 5280, 5281, 5282, 5283, 5284, 5285, 5286, 5287, 5288, 5289, 5290, 5292, 5295, 5296, 5297, 5298, 5321, 5322, 5324, 5362, 5369 |
| 6  | ∫  | Pirtó, községháza                        | ∫  | ∫  | 650 1115, 1507, 1510 650, 5221, 5295, 5296, 5298, 5362 |
| 7  | ∫  | Soltvadkert, autóbusz-váróterem          | ∫  | ∫  | 650 1115, 1507, 1510, 1524 5058, 5218, 5219, 5221, 5275, 5295, 5296, 5298, 5346, 5362 |
| 8  | 1  | Kiskőrös, városháza                      | ∫  | ∫  | 555, 650 1115, 1507, 1510, 1535, 1566, 1568 5058, 5218, 5219, 5226, 5232, 5275, 5295, 5297, 5298, 5340, 5341, 5344, 5346, 5348, 5349, 5350, 5351, 5352, 5362 |
| 9  | ∫  | Akasztó, kultúrház                       | ∫  | ∫  | 1507, 1510, 1568 5058, 5226, 5298, 5344, 5350, 5352, 5354, 5362, 8207 |
| 10 | ∫  | Dunatetétlen, bejárati út                | ∫  | ∫  | 1507, 1510, 1568 5058, 5350, 5354, 8207 |
| 11 | 2  | Solt, nagymajori elágazás                | 12 | 12 | 1499, 1507, 1510, 1529 5227, 5234, 5311, 5350, 5359, 5362, 5386, 5502, 8205, 8206, 8207 |
| 12 | 3  | Solt, Aranykulcs tér                     | 11 | 11 | 1110, 1111, 1113, 1499, 1507, 1510, 1529, 1547, 1568, 1803 5058, 5227, 5231, 5234, 5311, 5350, 5359, 5362, 5364, 5365, 5381, 5382, 5502, 8202, 8203, 8205, 8206, 8207 |
| 13 | 4  | Dunaföldvár, autóbusz-állomás            | 10 | 10 | 1121, 1125, 1131, 1134, 1507, 1529, 1547, 1568, 1803 5227, 5231, 5382, 5404, 5405, 5450, 5502, 8200, 8202, 8203, 8205, 8206, 8207, 8211, 8216, 8217 |
| 14 | 5  | Előszállás, vasútállomás                 | 9  | 9  | 5502, 8046, 8216, 8217, 8221 |
| 15 | 6  | Alap, bejárati út                        | 8  | 8  | 5502, 8046, 8255 |
| 16 | 7  | Cece, Hősi emlékmű                       | 7  | 7  | 1707, 1843 5447, 5449, 5502, 5552, 8047, 8048, 8049, 8264 |
| 17 | 8  | Simontornya, Zrínyi utca                 | 6  | 6  | 8066, 8310, 8333 |
| 18 | 9  | Dég, bejárati út                         | 5  | 5  | 1731 5449, 8228 |
| 19 | 10 | Enying, Kossuth Lajos utca 6.            | 4  | 4  | 1173, 1731 5449, 7321, 8065, 8066, 8067, 8228, 8310, 8320, 8321, 8325, 8326 |
| 20 | 11 | Balatonakarattya, vasútállomás lejáró út | 3  | 3  | 1564, 1592, 1593, 1731, 1740, 1742 5449, 7321, 7322, 7323, 7324, 7325, 7543, 7602 személyvonat, sebesvonat, Vízipók sebesvonat, Katica InterRégió |
| 21 | 12 | Balatonkenese, vasútállomás              | 2  | 2  | 1564, 1592, 1593, 1731, 1740, 1742 5449, 7321, 7322, 7323, 7324, 7325, 7543, 7602 személyvonat, sebesvonat, Vízipók sebesvonat, Katica InterRégió |
| 22 | 13 | Fűzfőgyártelep, autóbusz-váróterem       | 1  | 1  | 2, 3, 4, 5, 6 1564, 1592, 1593, 1740, 1742 5449, 7318, 7320, 7321, 7322, 7323, 7324, 7325, 7326, 7332, 7534, 7538, 7600, 7602, 7612, 7616, 7653, 7654, 8082 |
| 23 | 14 | Veszprém, autóbusz-állomás végállomás    | 0  | 0  | 1, 2, 3, 4, 4A, 7, 7A, 10, 12, 13, 22, 22A, 23, 23H, 23U, 47 1212, 1215, 1216, 1229, 1510, 1529, 1564, 1592, 1593, 1625, 1626, 1631, 1658, 1709, 1710, 1720, 1722, 1731, 1735, 1736, 1740, 1742, 1758, 1806, 1808, 1823, 1846, 1853 5449, 7033, 7300, 7301, 7302, 7303, 7304, 7305, 7306, 7307, 7309, 7311, 7313, 7314, 7315, 7316, 7317, 7318, 7319, 7320, 7321, 7322, 7323, 7324, 7325, 7326, 7332, 7333, 7335, 7338, 7341, 7342, 7344, 7345, 7346, 7350, 7352, 7353, 7355, 7358, 7360, 7361, 7363, 7364, 7366, 7367, 7369, 7370, 7376, 7381, 7383, 7386, 7388, 7391, 7395, 7396, 7398  |